# Distretto di Cayma
Il distretto di Cayma è un distretto del Perù nella provincia di Arequipa (regione di Arequipa) con 74.776 abitanti al censimento 2007 dei quali 74.766 urbani e 10 rurali.
È stato istituito fin dall'indipendenza del Perù.